# نامزدهای انتخابات ریاست‌جمهوری ایران (۱۴۰۳)
نام‌نویسی از نامزدهای چهاردهمین دوره انتخابات ریاست‌جمهوری ایران به دلیل درگذشت سید ابراهیم رئیسی هشتمین رئیس‌جمهور ایران از ۱۰ تا ۱۴ خرداد ۱۴۰۳ در وزارت کشور انجام شد که در کل ۲۸۷ نفر در این مدت ثبت‌نام کردند؛ از این تعداد ۸۰ نفر واجد شرایط ثبت‌نام بودند.شاهچراغی، رئیس ستاد انتخابات کشور با مقایسه تعداد ثبت نام‌کنندگان این دوره و انتخابات سال ۱۳۹۶ با تعداد ۱۶۳۶ متقاضی و انتخابات سال ۱۴۰۰ با تعداد ۵۹۲ متقاضی کاهش آمار ثبت‌نام را ناشی از منوط کردن ثبت‌نام نامزدها با داشتن شرایط اولیه دانست.

## شرایط ثبت‌نام
از شرایط ثبت نام و حضور در رقابت‌های انتخابات ریاست جمهوری می‌توان به این موارد اشاره کرد:
- سابقه تصدی حداقل مجموعاً چهار سال در مناصب مهم مانند معاونین روسای قوای سه‌گانه، اعضای شورای عالی امنیت ملی و اعضای مجمع تشخیص مصلت نظام همچنین مدیر مرکز مدیریت حوزه‌های علمیه کشور، روسای سازمان‌ها، موسسات، نهادهای دولتی و موسسات و نهادهای عمومی غیردولتی در سطح ملی، فرماندهان عالی نیروهای مسلح با جایگاه سرلشگری و بالاتر، رئیس دانشگاه آزاد اسلامی در سطح کشور، استانداران، شهرداران شهرهای بالای دو میلیون نفر جمعیت، نمایندگان مجلس شورای اسلامی، اشخاص، مقامات و مدیران هم طراز مناصب فوق به تشخیص شورای نگهبان
- سلامت کامل جهت ایفای مسئولیت‌های ریاست جمهوری
- حداقل سن ۴۰ سال تمام شمسی و حداکثر سن ۷۵ سال تمام شمسی در هنگام ثبت نام
- داشتن مدرک تحصیلی حداقل کارشناسی ارشد یا معادل آن
- عدم سوء پیشینه و سابقه کیفری

## نامزدهای رسمی
| نام                         | نگاره | جناح سیاسی | حزب            | سوابق |
| --------------------------- | ----- | ---------- | -------------- | --- |
| مسعود پزشکیان               |       | اصلاح‌طلبان | مستقل          | وزیر بهداشت، درمان و آموزش پزشکی (۱۳۸۰-۱۳۸۴) نماینده مجلس شورای اسلامی (۱۳۸۷-۱۴۰۳) رییس دانشگاه علوم پزشکی تبریز                                   |
| سعید جلیلی                  |       | اصولگرایان | مستقل          | دبیر شورای عالی امنیت ملی (۱۳۸۶-۱۳۹۲) عضو مجمع تشخیص مصلحت نظام (۱۳۹۲-اکنون)                                                                       |
| مصطفی پورمحمدی              |       | مستقل      | روحانیت مبارز  | وزیر دادگستری (۱۳۹۲-۱۳۹۶) وزیر کشور (۱۳۸۴-۱۳۸۷) |
| علیرضا زاکانی               |       | اصولگرایان | رهپویان        | شهردار تهران (۱۴۰۰-اکنون) نماینده ادوار مجلس شورای اسلامی                                                                                          |
| محمدباقر قالیباف            |       | اصولگرایان | پیشرفت و عدالت | رئیس مجلس شورای اسلامی (اکنون–۱۳۹۹) شهردار تهران (۱۳۸۴-۱۳۹۶) فرماندهی انتظامی جمهوری اسلامی ایران (۱۳۸۴-۱۳۷۹) فرمانده نیروی هوایی سپاه (۱۳۷۶-۱۳۷۹) |
| سید امیرحسین قاضی‌زاده هاشمی |       | اصولگرایان | قانون          | رئیس بنیاد شهید و امور ایثارگران (اکنون–۱۴۰۰) نماینده مجلس شورای اسلامی (۱۳۸۷-۱۴۰۰) رییس دانشگاه علوم پزشکی سمنان                                  |

## ثبت‌نام کننده‌ها
| تاریخ    | نام                         | نگاره | حزب                   | سوابق                                                   | نتیجه                      | منبع   |
| -------- | --------------------------- | ----- | --------------------- | ------------------------------------------------------- | -------------------------- | ------ |
| ۱۰ خرداد | محمدرضا صباغیان             |       | مستقل                 | نمایندهٔ مجلس شورای اسلامی (اکنون–۱۳۹۵)                  | عدم احراز صلاحیت           | [ ۸ ]  |
| ۱۰ خرداد | مصطفی کواکبیان              |       | مردم‌سالاری            | نمایندهٔ مجلس شورای اسلامی (۱۳۹۹–۱۳۹۵)                   | عدم احراز صلاحیت           | [ ۹ ]  |
| ۱۰ خرداد | عباس مقتدایی خوراسگانی      |       | کانون دانشگاهیان      | نمایندهٔ مجلس شورای اسلامی (اکنون–۱۳۹۹)                  | عدم احراز صلاحیت           | [ ۱۰ ] |
| ۱۰ خرداد | قدرتعلی حشمتیان             |       | مستقل و اعتدال        | نمایندهٔ مجلس شورای اسلامی (۱۳۷۹–۱۳۷۵)                   | انصراف داد (۲۰ خرداد ۱۴۰۳) | [ ۱۱ ] |
| ۱۰ خرداد | سعید جلیلی                  |       | مستقل                 | دبیر شورای عالی امنیت ملی (۱۳۹۲–۱۳۸۶)                   | تایید صلاحیت               | [ ۱۲ ] |
| ۱۱ خرداد | علی لاریجانی                |       | مستقل                 | رئیس مجلس شورای اسلامی (۱۳۹۹–۱۳۸۷)                      | عدم احراز صلاحیت           | [ ۱۳ ] |
| ۱۱ خرداد | محمود احمدی بیغش            |       | مستقل                 | استاندار خراسان شمالی (۱۳۹۲–۱۳۹۱)                       | عدم احراز صلاحیت           | [ ۱۴ ] |
| ۱۱ خرداد | محمد خوش‌چهره                |       | کانون دانشگاهیان      | نمایندهٔ مجلس شورای اسلامی (۱۳۸۷–۱۳۸۳)                   | عدم احراز صلاحیت           | [ ۱۵ ] |
| ۱۱ خرداد | عبدالناصر همتی              |       | کارگزاران             | رئیس کل بانک مرکزی (۱۴۰۰–۱۳۹۷)                          | عدم احراز صلاحیت           | [ ۱۶ ] |
| ۱۲ خرداد | سید احمد رسولی‌نژاد          |       | نمایندگان ادوار       | نمایندهٔ مجلس شورای اسلامی (۱۴۰۳–۱۳۹۹)                   | عدم احراز صلاحیت           | [ ۱۷ ] |
| ۱۲ خرداد | سید وحید حقانیان            |       | نظامی                 | معاون اجرایی بیت رهبری                                  | عدم احراز صلاحیت           | [ ۱۸ ] |
| ۱۲ خرداد | مسعود پزشکیان               |       | مستقل                 | وزیر بهداشت، درمان و آموزش پزشکی (۱۳۸۴–۱۳۸۰)            | تایید صلاحیت               | [ ۱۹ ] |
| ۱۲ خرداد | حبیب‌الله دهمرده             |       | جامعه دانشگاهیان      | استاندار سیستان و بلوچستان (۱۳۸۷–۱۳۸۴)                  | انصراف داد (۱۹ خرداد ۱۴۰۳) | [ ۲۰ ] |
| ۱۲ خرداد | علیرضا زاکانی               |       | رهپویان               | شهردار تهران (اکنون–۱۴۰۰)                               | انصراف داد (۷ تیر ۱۴۰۳)    | [ ۲۱ ] |
| ۱۲ خرداد | سید محمدرضا میرتاج‌الدینی    |       | مستقل                 | معاون اجرای قانون اساسی رئیس‌جمهور (۱۳۹۲–۱۳۹۱)           | انصراف داد (۲۰ خرداد ۱۴۰۳) | [ ۲۲ ] |
| ۱۲ خرداد | زهره الهیان                 |       | نهادهای مردمی         | نمایندهٔ مجلس شورای اسلامی (۱۴۰۳–۱۳۹۹)                   | انصراف داد (۲۰ خرداد ۱۴۰۳) | [ ۲۳ ] |
| ۱۲ خرداد | فداحسین مالکی               |       | قانون                 | نمایندهٔ مجلس شورای اسلامی (اکنون–۱۳۹۹)                  | عدم احراز صلاحیت           | [ ۲۴ ] |
| ۱۳ خرداد | محمدمهدی اسماعیلی           |       | کانون دانشگاهیان      | وزیر فرهنگ و ارشاد اسلامی (اکنون-۱۴۰۰)                  | عدم احراز صلاحیت           | [ ۲۵ ] |
| ۱۳ خرداد | مسعود زریبافان              |       | یاران                 | رئیس بنیاد شهید و امور ایثارگران (۱۳۹۲–۱۳۸۸)            | عدم احراز صلاحیت           | [ ۲۶ ] |
| ۱۳ خرداد | حسین افشارزاده              |       | نظامی                 | آجودان رئیس‌جمهور (۱۳۹۲–۱۳۸۴)                            | عدم احراز صلاحیت           | [ ۲۷ ] |
| ۱۳ خرداد | حسینعلی قاسم‌زاده            |       | مستقل                 | نمایندهٔ مجلس شورای اسلامی (۱۳۸۷–۱۳۷۵)                   | عدم احراز صلاحیت           | [ ۲۸ ] |
| ۱۳ خرداد | محمود احمدی‌نژاد             |       | جامعه مهندسین         | رئیس‌جمهور (۱۳۹۲–۱۳۸۴)                                   | عدم احراز صلاحیت           | [ ۲۹ ] |
| ۱۳ خرداد | محمود صادقی                 |       | مدرسین دانشگاه‌ها      | نمایندهٔ مجلس شورای اسلامی (۱۳۹۹–۱۳۹۵)                   | عدم احراز صلاحیت           | [ ۳۰ ] |
| ۱۳ خرداد | سید محمد مقیمی              |       | مستقل                 | رئیس دانشگاه تهران (اکنون-۱۴۰۰)                         | عدم احراز صلاحیت           | [ ۳۱ ] |
| ۱۳ خرداد | صادق خلیلیان                |       | کانون دانشگاهیان      | وزیر جهاد کشاورزی (۱۳۹۲–۱۳۸۸)                           | عدم احراز صلاحیت           | [ ۳۲ ] |
| ۱۳ خرداد | ایرج سفلی شاهوردی           |       | نظامی                 | فرمانده سابق حفاظت اطلاعات نیروی زمینی ارتش             | عدم احراز صلاحیت           | [ ۳۳ ] |
| ۱۳ خرداد | حسن محمدیاری                |       | مستقل                 | نمایندهٔ مجلس شورای اسلامی (۱۴۰۳–۱۳۹۹)                   | عدم احراز صلاحیت           | [ ۳۴ ] |
| ۱۳ خرداد | سید مجتبی محفوظی            |       | مستقل                 | نمایندهٔ مجلس شورای اسلامی (۱۴۰۳–۱۳۹۹)                   | عدم احراز صلاحیت           | [ ۳۵ ] |
| ۱۳ خرداد | شهریار حیدری                |       | مستقل                 | نمایندهٔ مجلس شورای اسلامی (۱۴۰۳–۱۳۹۹)                   | عدم احراز صلاحیت           | [ ۳۶ ] |
| ۱۳ خرداد | علی صوفی                    |       | پیشرو اصلاحات         | وزیر تعاون (۱۳۸۴–۱۳۸۰)                                  | عدم احراز صلاحیت           | [ ۳۷ ] |
| ۱۳ خرداد | محمدرضا پورابراهیمی         |       | مؤتلفه اسلامی         | نمایندهٔ مجلس شورای اسلامی (۱۴۰۳–۱۳۹۱)                   | عدم احراز صلاحیت           | [ ۳۸ ] |
| ۱۳ خرداد | حسین میرزایی                |       | پیشرفت و عدالت        | نمایندهٔ مجلس شورای اسلامی (۱۴۰۳–۱۳۹۹)                   | عدم احراز صلاحیت           | [ ۳۹ ] |
| ۱۳ خرداد | محمدحسن قدیری ابیانه        |       | فارغ‌التحصیلان ایتالیا | سفیر ایران در مکزیک (۱۳۸۹–۱۳۸۶)                         | عدم احراز صلاحیت           | [ ۴۰ ] |
| ۱۳ خرداد | غلامحسین رضوانی             |       | پایداری               | نمایندهٔ مجلس شورای اسلامی (۱۴۰۳–۱۳۹۹)                   | عدم احراز صلاحیت           | [ ۴۱ ] |
| ۱۳ خرداد | محمد شریعتمداری             |       | مستقل                 | وزیر تعاون، کار و رفاه اجتماعی (۱۴۰۰–۱۳۹۷)              | عدم احراز صلاحیت           | [ ۴۲ ] |
| ۱۳ خرداد | جلیل جعفری                  |       | مستقل                 | نمایندهٔ مجلس شورای اسلامی (۱۳۹۵–۱۳۹۱)                   | عدم احراز صلاحیت           | [ ۴۳ ] |
| ۱۳ خرداد | سید غنی نظری                |       | پیشرفت و عدالت        | نمایندهٔ مجلس شورای اسلامی (۱۴۰۳–۱۳۹۹)                   | عدم احراز صلاحیت           | [ ۴۴ ] |
| ۱۴ خرداد | الیاس نادران                |       | رهپویان               | نمایندهٔ مجلس شورای اسلامی (۱۴۰۳–۱۳۹۹)                   | عدم احراز صلاحیت           | [ ۴۵ ] |
| ۱۴ خرداد | حسن سبحانی                  |       | مستقل                 | نمایندهٔ مجلس شورای اسلامی (۱۳۸۷–۱۳۷۵)                   | عدم احراز صلاحیت           | [ ۴۶ ] |
| ۱۴ خرداد | احمد اکبری                  |       | مستقل                 | مشاور سابق معاون اول رئیس‌جمهور                          | عدم احراز صلاحیت           |        |
| ۱۴ خرداد | سیده حمیده زرآبادی          |       | مجمع ایثارگران        | نمایندهٔ مجلس شورای اسلامی (۱۴۰۳–۱۳۹۹)                   | عدم احراز صلاحیت           | [ ۴۷ ] |
| ۱۴ خرداد | سید قاسم جاسمی              |       | نظامی                 | نمایندهٔ مجلس شورای اسلامی (۱۳۹۹–۱۳۹۵)                   | عدم احراز صلاحیت           |        |
| ۱۴ خرداد | حسن کامران دستجردی          |       | کانون ادوار           | نمایندهٔ مجلس شورای اسلامی (۱۳۹۹–۱۳۹۶)                   | عدم احراز صلاحیت           | [ ۴۸ ] |
| ۱۴ خرداد | محمد ناظمی اردکانی          |       | مدیران                | وزیر تعاون (۱۳۸۵–۱۳۸۴)                                  | عدم احراز صلاحیت           | [ ۴۹ ] |
| ۱۴ خرداد | اصغر سلیمی                  |       | مستقل                 | نمایندهٔ مجلس شورای اسلامی (۱۴۰۳–۱۳۹۵)                   | عدم احراز صلاحیت           | [ ۵۰ ] |
| ۱۴ خرداد | مهدی شیخ                    |       | مستقل                 | نمایندهٔ مجلس شورای اسلامی (۱۳۹۹–۱۳۹۵)                   | عدم احراز صلاحیت           | [ ۵۱ ] |
| ۱۴ خرداد | محمدرضا اسکندری             |       | مستقل                 | وزیر جهاد کشاورزی (۱۳۸۸–۱۳۸۴)                           | عدم احراز صلاحیت           | [ ۵۲ ] |
| ۱۴ خرداد | وحید جلال‌زاده               |       | مستقل                 | استاندار آذربایجان غربی (۱۳۹۲–۱۳۸۸)                     | عدم احراز صلاحیت           | [ ۵۳ ] |
| ۱۴ خرداد | اردشیر مطهری                |       | نظامی                 | نمایندهٔ مجلس شورای اسلامی (۱۴۰۳–۱۳۹۹)                   | عدم احراز صلاحیت           |        |
| ۱۴ خرداد | حمید کریمی                  |       | مستقل                 | نمایندهٔ مجلس شورای اسلامی (۱۳۷۹–۱۳۷۵)                   | عدم احراز صلاحیت           |        |
| ۱۴ خرداد | علیرضا ورناصری              |       | نظامی                 | نمایندهٔ مجلس شورای اسلامی (۱۴۰۳–۱۳۹۹)                   | عدم احراز صلاحیت           |        |
| ۱۴ خرداد | علی آذری                    |       | مستقل                 | نمایندهٔ مجلس شورای اسلامی (اکنون–۱۳۹۹)                  | عدم احراز صلاحیت           |        |
| ۱۴ خرداد | اسحاق جهانگیری              |       | کارگزاران             | معاون اول رئیس‌جمهور (۱۴۰۰–۱۳۹۲)                         | عدم احراز صلاحیت           | [ ۵۴ ] |
| ۱۴ خرداد | حسن نوروزی                  |       | قانون                 | نمایندهٔ مجلس شورای اسلامی (۱۴۰۳–۱۳۸۷)                   | عدم احراز صلاحیت           | [ ۵۵ ] |
| ۱۴ خرداد | محمد وحدتی هلان             |       | مستقل                 | نمایندهٔ مجلس شورای اسلامی (۱۳۹۹–۱۳۹۵)                   | عدم احراز صلاحیت           |        |
| ۱۴ خرداد | محمد رویانیان               |       | نظامی                 | رئیس ستاد مدیریت حمل و نقل و سوخت (۱۳۹۱–۱۳۸۷)           | انصراف داد (۱۹ خرداد ۱۴۰۳) | [ ۵۶ ] |
| ۱۴ خرداد | محمدعلی وکیلی               |       | مستقل                 | نمایندهٔ مجلس شورای اسلامی (۱۳۹۹–۱۳۹۵)                   | عدم احراز صلاحیت           | [ ۵۷ ] |
| ۱۴ خرداد | محسن کوهکن                  |       | نمایندگان ادوار       | نمایندهٔ مجلس شورای اسلامی (۱۳۹۹–۱۳۹۵)                   | عدم احراز صلاحیت           | [ ۵۸ ] |
| ۱۴ خرداد | محمدحسن نامی                |       | نظامی                 | رئیس سازمان مدیریت بحران کشور (اکنون–۱۴۰۰)              | عدم احراز صلاحیت           | [ ۵۹ ] |
| ۱۴ خرداد | محمدمهدی زاهدی              |       | کانون دانشگاهیان      | وزیر علوم، تحقیقات و فناوری (۱۳۸۸–۱۳۸۴)                 | انصراف داد (۲۰ خرداد ۱۴۰۳) | [ ۶۰ ] |
| ۱۴ خرداد | علیرضا افشار                |       | نظامی                 | قائم‌مقام وزیر کشور در امور اجتماعی و فرهنگی (۱۳۹۲–۱۳۸۹) | عدم احراز صلاحیت           | [ ۶۱ ] |
| ۱۴ خرداد | مصطفی پورمحمدی              |       | روحانیت مبارز         | وزیر دادگستری (۱۳۹۶–۱۳۹۲)                               | تایید صلاحیت               | [ ۶۲ ] |
| ۱۴ خرداد | سید شمس‌الدین حسینی          |       | کانون دانشگاهیان      | وزیر امور اقتصادی و دارایی (۱۳۹۲–۱۳۸۷)                  | عدم احراز صلاحیت           | [ ۶۳ ] |
| ۱۴ خرداد | هاجر چنارانی                |       | مستقل                 | نمایندهٔ مجلس شورای اسلامی (۱۴۰۳–۱۳۹۵)                   | عدم احراز صلاحیت           | [ ۶۴ ] |
| ۱۴ خرداد | ضرغام صادقی                 |       | گفتمان                | نمایندهٔ مجلس شورای اسلامی (۱۳۹۵–۱۳۹۱)                   | عدم احراز صلاحیت           | [ ۶۵ ] |
| ۱۴ خرداد | عبدالرحیم بهاروند           |       | کانون هند             | نمایندهٔ مجلس شورای اسلامی (۱۳۸۳–۱۳۷۹)                   | عدم احراز صلاحیت           | [ ۶۶ ] |
| ۱۴ خرداد | سید علی حسینی               |       | مستقل                 | نمایندهٔ مجلس شورای اسلامی (۱۳۹۱–۱۳۸۷)                   | عدم احراز صلاحیت           |        |
| ۱۴ خرداد | محمدباقر قالیباف            |       | پیشرفت و عدالت        | رئیس مجلس شورای اسلامی (اکنون–۱۳۹۹)                     | تایید صلاحیت               | [ ۶۷ ] |
| ۱۴ خرداد | اکبر نیکزاد                 |       | مستقل                 | استاندار اردبیل (۱۳۹۲–۱۳۹۱)                             | عدم احراز صلاحیت           | [ ۶۸ ] |
| ۱۴ خرداد | سید احمد موسوی              |       | مستقل                 | معاون امور حقوقی و مجلس رئیس‌جمهور (۱۳۸۶–۱۳۸۴)           | عدم احراز صلاحیت           | [ ۶۹ ] |
| ۱۴ خرداد | حسین گروسی                  |       | رفاه ملت              | نمایندهٔ مجلس شورای اسلامی (۱۳۹۵–۱۳۸۷)                   | عدم احراز صلاحیت           | [ ۷۰ ] |
| ۱۴ خرداد | ابراهیم عزیزی               |       | مستقل                 | معاون برنامه‌ریزی و نظارت راهبردی رئیس‌جمهور (۱۳۹۱–۱۳۸۸)  | عدم احراز صلاحیت           | [ ۷۱ ] |
| ۱۴ خرداد | عباس آخوندی                 |       | مستقل                 | وزیر راه و شهرسازی (۱۳۹۷–۱۳۹۲)                          | عدم احراز صلاحیت           | [ ۷۲ ] |
| ۱۴ خرداد | علی وقفچی                   |       | مستقل                 | نمایندهٔ مجلس شورای اسلامی (۱۳۹۹–۱۳۹۵)                   | عدم احراز صلاحیت           | [ ۷۳ ] |
| ۱۴ خرداد | داود منظور                  |       | مستقل                 | رئیس سازمان برنامه و بودجه کشور (اکنون–۱۴۰۲)            | انصراف داد (۱۹ خرداد ۱۴۰۳) | [ ۷۴ ] |
| ۱۴ خرداد | مهرداد بذرپاش               |       | مستقل                 | وزیر راه و شهرسازی (اکنون–۱۴۰۱)                         | عدم احراز صلاحیت           | [ ۷۵ ] |
| ۱۴ خرداد | سید امیرحسین قاضی‌زاده هاشمی |       | قانون                 | رئیس بنیاد شهید و امور ایثارگران (اکنون–۱۴۰۰)           | انصراف داد (۶ تیر ۱۴۰۳)    | [ ۷۶ ] |
| ۱۴ خرداد | سید صولت مرتضوی             |       | جمعیت ایثارگران       | وزیر تعاون، کار و رفاه اجتماعی (اکنون–۱۴۰۱)             | عدم احراز صلاحیت           | [ ۷۷ ] |
| ۱۴ خرداد | علی نیکزاد                  |       | گفتمان                | نمایندهٔ مجلس شورای اسلامی (اکنون–۱۳۹۹)                  | انصراف داد (۲۰ خرداد ۱۴۰۳) | [ ۷۸ ] |
| ۱۴ خرداد | رفعت بیات                   |       | مستقل                 | نمایندهٔ مجلس شورای اسلامی (۱۳۸۷–۱۳۸۳)                   | عدم احراز صلاحیت           | [ ۷۹ ] |

## انصراف دهندگان
- داود منظور[۸۰]
- محمد رویانیان[۸۱]
- حبیب‌الله دهمرده[۸۲]
- محمدمهدی زاهدی[۸۳]
- زهره الهیان[۸۴]
- قدرتعلی حشمتیان[۸۵]
- علی نیکزاد[۸۶]
- علیرضا زاکانی
- سید امیرحسین قاضی زاده هاشمی
- سید محمدرضا میرتاج‌الدینی[۸۷]

## منع شدگان
جلال جلالی زاده، سیاستمدار شناخته‌شده اصلاح‌طلب و کُردِ اهل‌سنت به دلیل منع قانونی جامعه اهل‌سنت ایران طبق اصل ۱۲ و همچنین اصل ۱۱۵ قانون اساسی جمهوری اسلامی ایران مبنی بر اینکه غیرشیعیان نمی توانند در انتخابات ریاست جمهوری ثبت‌ نام کنند، از کاندیداشدن منع شد.

## واکنش‌های سیاسی
- خبرگزاری ایسنا هم در گزارشی نوشت اگرچه بر اساس قانون نمایندگان مجلس امکان ثبت‌نام در انتخابات ریاست‌جمهوری را دارند؛ اما بسیاری از آن‌ها عرفاً برای جایگاه ریاست‌جمهوری مناسب نیستند. برخی از نمایندگان ادوار مجلس که سال‌ها از آن‌ها خبری نبوده یا برخی نمایندگان که در انتخابات اخیر مجلس رای نیاورده‌اند هم در بین افراد ثبت‌نام شده دیده می‌شوند.[۸۹]
- سعید حجاریان با اشاره به نمایشی بودن حضور کاندیداها در وزارت کشور و عدم ارائه برنامه توسط آن‌ها؛ اعلام کرد نام این روند هرچه که باشد، سیاست‌ورزی و انتخابات نیست.[۹۰]
- غلامحسین کرباسچی در انتقاد از نحوه برگزاری انتخابات، از روند ثبت‌نام‌ها به عنوان یک مراسم فکاهی نام برد.[۹۱]
- خبرآنلاین در گزارشی اعلام کرد بیش از ۷۰ درصد کاندیداهای این دور از انتخابات سابقه حضور در پارلمان را داشته‌اند.[۹۲]
- گفته شده است که قاسم سلیمانی در انتخابات ریاست‌جمهوری ایران (۱۳۹۲) گفته است: اگر سعید جلیلی رئیس‌جمهور شود برای یک روز در نیروی قدس سپاه باقی نخواهم ماند، استعفا خواهم داد، پس از درگذشت سید ابراهیم رئیسی رئیس‌جمهور اسلامی ایران و ثبت‌نام سعید جلیلی گروه‌هایی از جناح اصلاح‌طلبان و جناح اصول‌گرایان و روحانیون این سخن را برای رد سعید جلیلی گفته‌اند.[نیازمند منبع]